# Baía de Guaratuba
Baía de Guaratuba är en vik i Brasilien.   Den ligger i delstaten Paraná, i den södra delen av landet, 1 100 km söder om huvudstaden Brasília.